# 瀧川家住宅
瀧川家住宅（たきがわけじゅうたく）は、愛知県新城市出沢字中ケ谷4にある邸宅。
瀧川家は代官を務めた家であり、旗本の設楽氏の陣屋を移築して主屋としている。主屋・長屋門・祠が登録有形文化財。同じ出沢（すざわ）集落には登録有形文化財として龍泉寺の5件や八平神社の2件もある。

## 歴史

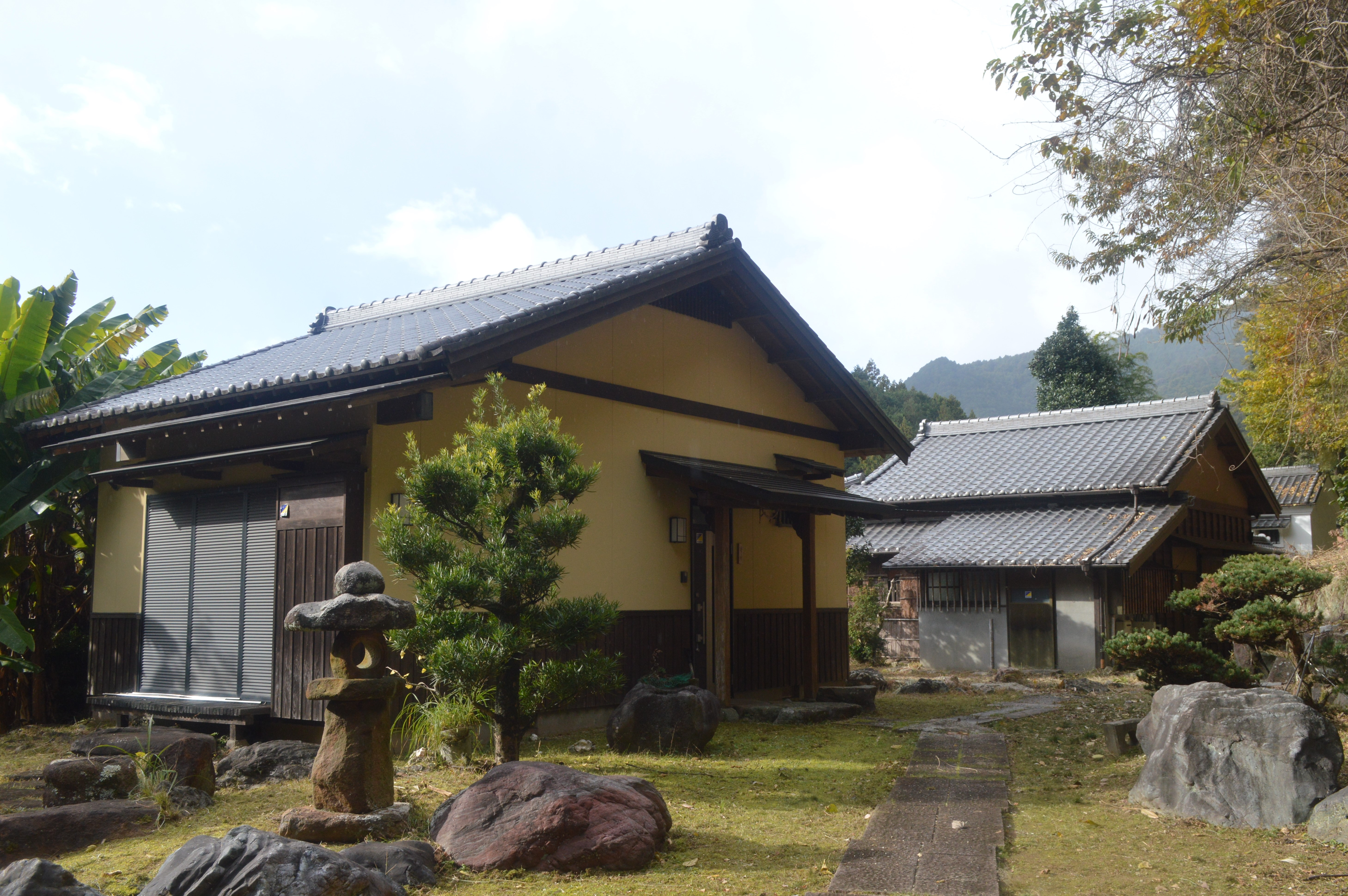
瀧川家

鎌倉時代末期の延慶年間（1308年～1311年）、現在の出沢集落を含む地域は瀧川郷と呼ばれていた。
戦国時代の天正3年（1575年）に織田・徳川連合軍と武田軍が戦った長篠の戦いでは、瀧川助義（瀧川源左衛門）が笠井満秀と一騎打ちを行い、相打ちとなって戦死したとされる。天正13年（1585年）には瀧川郷が5か村に分割され、この際に出沢村ができたとされる。
延宝年間（1673年～1681年）、瀧川家は設楽家から大名主に任じられた。元禄11年（1698年）には設楽家三河領の代官に任じられ、明治維新まで代官を世襲した。文化11年（1814年）には瀧川一清が竹廣陣屋を建てた。明治維新期の1869年（明治2年）、竹廣陣屋を現在地に移築して瀧川家の主屋とした。
太平洋戦争後の1952年（昭和27年）には主屋が茅葺から桟瓦葺に改められた。1959年（昭和34年）9月の伊勢湾台風では建物の一部に被害が出たために修理を行った。

## 文化財

### 市指定文化財
- 亦谷中世墓地
  - 瀧川家の墓地。長篠の戦いで戦死した瀧川助義（瀧川源左衛門）の墓などがある。1978年（昭和53年）11月22日、新城市指定文化財（史跡）に指定された。

### 登録有形文化財
- 主屋
  - 文化11年（1814年）、旗本の設楽氏の陣屋として建てられた[1]。1869年（明治2年）に瀧川家の主屋として移築された[1]。2005年（平成17年）2月9日、登録有形文化財に登録された[1]。
  - 東西に長い敷地の東寄りに南面する[1]。江戸時代の典型的な陣屋とされる[2]。現存する旗本陣屋の建築は貴重とされる[1]。
- 長屋門
  - 宝暦13年（1763年）竣工[4]。2005年（平成17年）2月9日、登録有形文化財に登録された[4]。
  - 切妻造、桟瓦葺の長屋門[4]。桁行6間半、梁間2間[4]。主屋の南にある[4]。江戸時代の代官屋敷の典型的な長屋門とされる[2]。
- 祠
  - 大永5年（1525年）建立[5]。1926年（大正15年）移築[5]。2005年（平成17年）2月9日、登録有形文化財に登録された[5]。
  - 鳳来寺峯薬師如来を祀っているとされる[5]。大永年間に建立された祠は貴重とされる[2]。